# Олив, Линдси Шеперд
Ли́ндси Ше́перд О́лив (англ. Lindsay Shepherd Olive, 30 апреля 1917 — 19 октября 1988) — американский миколог, профессор Университета Северной Каролины.

## Биография
Родился в городе Флоренс в Южной Каролине. В 1934 году поступил в Университет Северной Каролины, где поначалу изучал химию, однако вскоре заинтересовался ботаникой и микологией. Под руководством Джона Натаниела Кауча Олив в 1938 году окончил университет со степенью бакалавра, в 1940 году получил степень магистра, в 1942 году защитил диссертацию доктора философии.
В 1942 году женился на Анне Джин Грант, также учившейся в Чапел-Хилле.
В 1944 году Олив некоторое время работал военным микологом-фитопатологом в Белтсвилле. В 1945 году назначен доцентом Университета Джорджии, в 1946 году перешёл в Университет штата Луизиана, где стал адъюнкт-профессором. С 1949 года — в Колумбийском университете.
В 1950-х годах Олив принялся изучать систематику и биологию клеточных слизевиков. В 1968 году вернулся в Чапел-Хилл, где вскоре стал заслуженным университетским профессором.
В 1982 году Оливу была присвоена награда Выдающемуся микологу Микологического общества Америки.
Олив активно путешествовал, посетил множество стран Европы, Юго-Восточной Азии, островов Тихого океана, Новую Зеландию.
В последние годы жизни у Олива была диагностирована болезнь Альцгеймера. 19 октября 1988 года он скончался.

## Некоторые научные работы
- Olive L. S. Notes on the Tremellales of Georgia (англ.) // Mycologia. — Taylor & Francis, 1947. — Vol. 39. — P. 90—108.
- Olive L. S. The structure and behavior of fungus nuclei // Botanical Review. — 1953. — Vol. 19. — P. 439—586.
- Olive L. S. On the evolution of heterothallism in fungi // American Naturalist. — 1958. — Vol. 92. — P. 233—251.
- Olive L. S. The Protostelida — a new order of the Mycetozoa (англ.) // Mycologia. — Taylor & Francis, 1967. — Vol. 59. — P. 1—29.
- Olive L. S. The Mycetozoans. — New York, 1975. — 293 p.

## Роды и виды грибов, названные именем Л. Олива
- Oliveonia Donk, 1958, nom. nov.
- Dacrymyces olivei Van de Put, 2016